# Биго, Хью, 3-й граф Норфолк
Хью Биго (англ. Hugh Bigod; примерно 1182 — примерно 11 февраля 1225) — английский аристократ, 3-й граф Норфолк с 1221 года. Участник Первой баронской войны.

## Биография
Хью Биго был сыном Роджера Биго, 2-го графа Норфолка, и Иды де Тосни. Он участвовал вместе с отцом в восстании знати против короля Джона Безземельного и был одним из двадцати пяти баронов, которые должны были следить за выполнением условий Великой хартии вольностей. В декабре 1215 года его отлучил от церкви папа римский; интердикт был снят только в 1217 году.
Хью наследовал своему отцу в 1221 году и умер четыре года спустя. С его именем связан важный успех семейства Биго: благодаря его женитьбе на дочери Уильяма Маршала графы Норфолка с 1245 года бессменно занимали должность лорда-маршала Англии.

## Семья
Третий граф Норфолк был женат с 1206 или 1207 года на Мод Маршал, дочери Уильяма Маршала, 1-го графа Пемброка, и Изабеллы де Клер. В этом браке родились:
- Роджер Биго, 4-й граф Норфолк (примерно 1209—1270)[3];
- Хью Биго, юстициарий Англии (примерно 1211—1266)[4];
- Изабелла Биго (примерно 1212—1250); 1-й муж — Гилберт де Ласи, 2-й муж — Джон Фиц-Джеффри;
- Ральф Биго (примерно 1215 — ?)[5].